# Hypolimnas antilope
Hypolimnas antilope (лат.) — вид дневных бабочек из семейства нимфалид (Nymphalidae).

## Описание
Крупные бабочки с пёстрой окраской. Длина переднего крыла 35—38 мм. Крылья черного цвета. Верхняя сторона крыльев с 2 рядами белых точек по краю и 2 более крупными предкраевыми пятнами. Вершина переднего крыла с голубым отливом. Центральная ячейка переднего крыла замкнутая. Глаза голые. Губные щупики покрыты волосками. Центральная ячейка на задних крыльях может быть, как замкнутой, так и нет. На передних крыльях жилки R1, R2 не ветвятся и берут начало от центральной ячейки. R3, R4, R5 имеют общий ствол, который также начинается от центральной ячейки. К костальному краю переднего крыла выходят жилки R1 и R2, R3 выходит к вершине, а к внешнему краю крыла — R4, R5.

## Ареал
Япония, Тайвань, Филиппины, Малайский полуостров, Индонезия, Новая Гвинея, Никобарские острова, Океания.

## Биология
Кормовые растения гусениц — род Piptarus (Urticaceae). Бабочки встречаются на опушках лесов, в поймах рек.

## Подвиды
- Hypolimnas antilope antilope
- Hypolimnas antilope albomela Howarth, 1962
- Hypolimnas antilope albula (Wallace, 1869)
- Hypolimnas antilope lutescens (Butler, 1874)
- Hypolimnas antilope maglovius Fruhstorfer, 1912
- Hypolimnas antilope mela Fruhstorfer, 1903
- Hypolimnas antilope phalkes Fruhstorfer, 1908
- Hypolimnas antilope quinctinus Fruhstorfer, 1912
- Hypolimnas antilope scopas (Godman & Salvin, 1888)
- Hypolimnas antilope shortlandica Ribbe, 1898
- Hypolimnas antilope sila Fruhstorfer, 1912
- Hypolimnas antilope typhlis Fruhstorfer, 1912
- Hypolimnas antilope wagneri Clark, 1946